# Coryphantha clavata
Coryphantha clavata ist eine Pflanzenart in der Gattung Coryphantha aus der Familie der Kakteengewächse (Cactaceae). Das Artepitheton clavata stammt aus dem Lateinischen, bedeutet ‚keulenförmig‘ und verweist auf die Form der Triebe.

## Beschreibung
Coryphantha clavata wächst meist einzeln mit zylindrischen bis keulenförmigen, dunkel blaugrünen Trieben, die bei Durchmessern von 4 bis 7 Zentimetern Wuchshöhen von bis zu 30 Zentimetern erreichen. Die schief konischen, flach gefurchten Warzen stehen ziemlich weit voneinander entfernt und tragen ein oder zwei rote Nektardrüsen. Die Axillen sind weiß bewollt. Die ein bis fünf gelblichen bis braunen Mitteldornen, die gelegentlich auch fehlen können, sind gerade oder gehakt und 2 bis 3 Zentimeter lang. Die acht bis neun bräunlichen, 0,8 bis 1,5 Zentimeter langen Randdornen besitzen eine dunklere Spitze.
Die hellgelben Blüten sind bis 5 Zentimeter lang und erreichen Durchmesser von 4 Zentimeter.

## Verbreitung und Systematik
Coryphantha clavata ist in den mexikanischen Bundesstaaten Querétaro, Jalisco, Zacatecas, San Luis Potosí und Guanajuato verbreitet.
Die Erstbeschreibung als Mammillaria clavata durch Michael Joseph François Scheidweiler wurde 1838 veröffentlicht. Curt Backeberg stellte die Art 1942 in die Gattung Coryphantha. Ein nomenklatorisches Synonym ist Neolloydia clavata (Scheidw.) Britton & Rose (1923).
Unterarten

Es werden folgende Unterarten unterschieden:

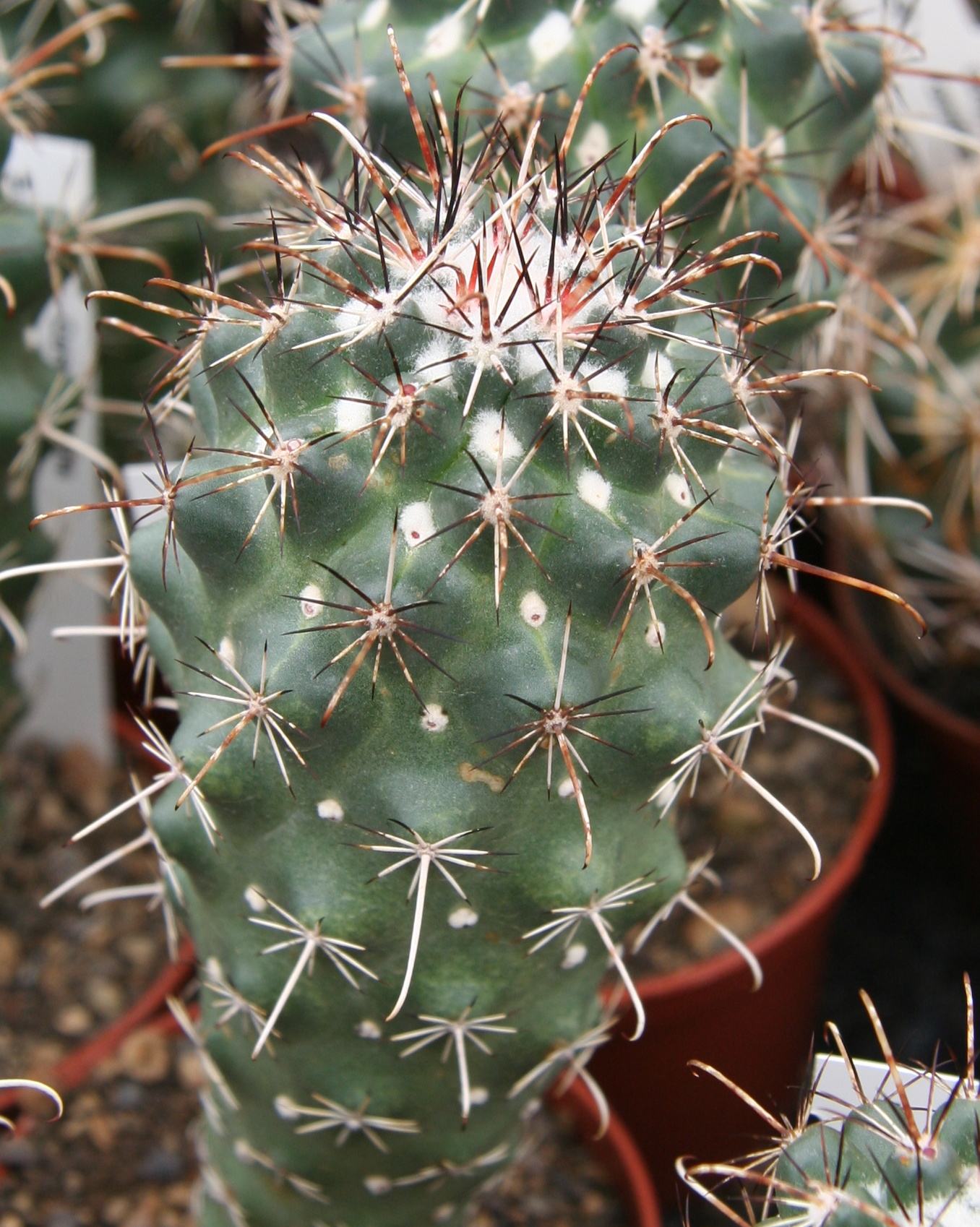
Coryphantha clavata subsp. stipitata

- Coryphantha clavata subsp. clavata
- Coryphantha clavata subsp. stipitata (Scheidw.) Dicht & A. Lüthy

Coryphantha clavata subsp. clavata

Die Unterart ist in den mexikanischen Bundesstaaten Zacatecas, Querétaro, San Luis Potosí und Guanajuato an unteren Hänge von Kalkhügeln verbreitet. Synonyme sind Mammillaria rhaphidacantha Lem. (1839), Mammillaria scolymoides var. raphidacantha (Lem.) Salm-Dyck (1850), Echinocactus cornifer var. raphidacanthus (Lem.) Poselger (1853), Coryphantha raphidacantha (Lem.) Lem. (1868), Cactus raphidacanthus (Lem.) Kuntze (1891); Mammillaria radicantissima Quehl (1912) und Coryphantha clavata var. radicantissima (Quehl) Heinrich (1961).
Coryphantha clavata subsp. stipitata

Die Unterart Coryphantha clavata subsp. stipitata bildet nur einen einzelnen geraden Mitteldorn aus. Ihre Blüten sind hellgelb. Die Unterart ist in den mexikanischen Bundesstaaten Zacatecas, Jalisco, San Luis Potosí und Guanajuato an vulkanischen Hügelhängen verbreitet. Die Erstbeschreibung als Mammillaria stipitata durch Michael Joseph François Scheidweiler wurde 1838 veröffentlicht. Reto F. Dicht und Adrian D. Lüthy stellten die Art 2001 als Unterart in die Gattung Coryphantha. Weitere Synonyme sind Mammillaria ancistracantha Lem. (1839), Coryphantha clavata var. ancistracantha (Lem.) hort. (ohne Jahr, nom. inval. ICBN-Artikel 29.1), Coryphantha ancistracantha (Lem.) Lem. (1868), Cactus ancistracanthus (Lem.) Kuntze (1891), Mammillaria raphidacantha var. ancistracantha (Lem.) K. Schum. (1898), Coryphantha raphidacantha var. ancistracantha (Lem.) Y. Itô (1952) und Coryphantha clavata var. ancistracantha (Lem.) Heinrich ex Backeb. (1961).

## Gefährdung
Coryphantha clavata wird in der Roten Liste gefährdeter Arten der IUCN als „Least Concern (LC)“, d. h. nicht gefährdet, eingestuft.

## Nachweise